# Alys Clare
Alys Clare es el seudónimo de Elizabeth Harris, una escritora inglesa de novelas históricas, las cuales se centran principalmente en la época medieval.

## Biografía
Nació en 1944, y fue educada en el campo, cerca de dónde se establecían sus novelas más famosas. Inició sus estudios en la escuela de Tonbridge, graduándose en Literatura Inglesa y Psicología en la Universidad de Keele, con postgrado en Arqueología en la Universidad de Kent. Comenzó a publicar en 1990, dedicándose desde entonces a la escritura.
Sus novelas más famosas son la serie de libros conocidos como Los Misterios de Hawkenlye, historias de crímenes en la Edad Media, y que son protagonizados por el caballero Sir Josse D'Aquin y la Abadesa Helewise. Debido a la creación de estas novelas, Alys Clare vive cierta parte del año en el campo, dónde según ella ocurren los hechos narrados en Los Misterios de Hawkenlye. El lugar es conocido principalmente por ser un lugar dónde sus antiguos habitantes fueron dejando sus huellas, tales como círculos de piedra y dólmenes en el Neolítico, además de encontrarse los antiguos caminos y capillas de los caballeros templarios.

## Obra

### Los Misterios de Hawkenlye
- Fortune Like the Moon - La Novicia Asesinada  (1999)
- Ashes of the Elements - Los Moradores del Bosque (2000)
- The Tavern in the Morning - La Posada de la Muerte (2000)
- The Chatter of the Maidens - El enigma de Sor Alba (2001)
- The Faithful Dead  - La muerte fiel (2002)
- A Dark Night Hidden - La noche del hereje (2003)
- Whiter Than the Lily (2004)
- Girl in a Red Tunic (2005)
- Heart of Ice (2006)
- The Enchanter's Forest (2007)
- The Paths of the Air (2008)
- The Joys of My Life (2009)
- The Rose of the World (2011)

- The Song of the Nightingale (2012)
- The Winter King (2014)
- A Shadowed Evil (2015)
- The Devil's Cup (2017)

### Novelas firmadas como Elizabeth Harris
- Time of the Wolf (1994)
- The Quiet Earth (1995)

- Datos: Q4738705